# Fotoluminescencja

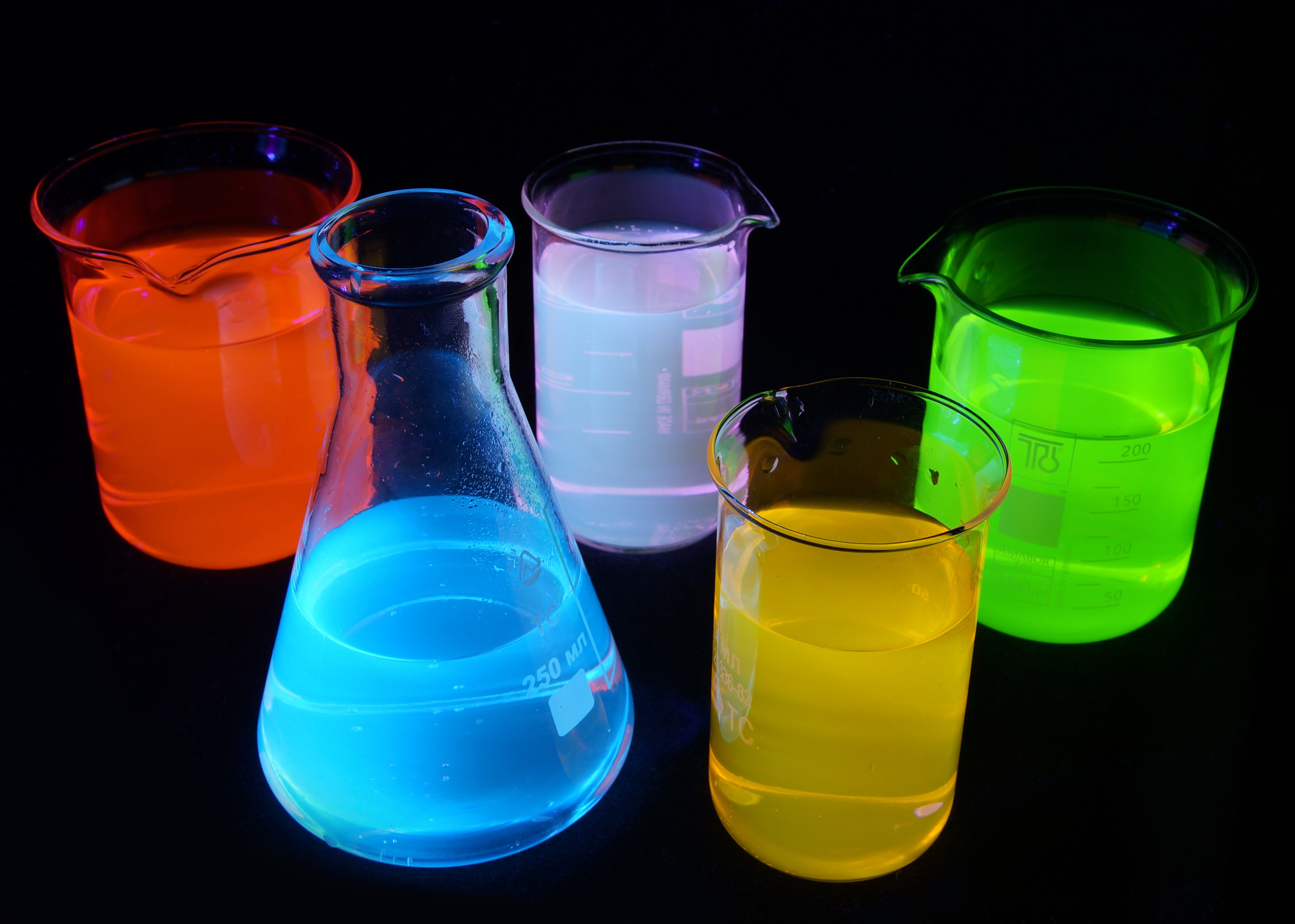
Luminescencja, w wyniku oświetlenia ultrafioletem, rozpuszczonych w wodzie różnych rodzajów rodaminy.

Fotoluminescencja – rodzaj luminescencji, emisja promieniowania elektromagnetycznego przez atomy, cząsteczki lub ciała stałe w wyniku pochłonięcia przez nie energii świetlnej z obszaru widzialnego, ultrafioletu lub podczerwieni.